# Рунарско
Рунарско (словен. Runarsko) је насељено место у општини Блоке, Приморско-нотрањска регија, Словенија.

## Историја
До територијалне реорганизације у Словенији било је у саставу старе општине Церкница.

## Становништво
У попису становништва из 2011. године, Рунарско је имало 70 становника.
| Број становника према пописима | Број становника према пописима | Број становника према пописима |
| ------------------------------ | ------------------------------ | ------------------------------ |
| 1991                           | 2002                           | 2011                           |
| 49                             | 67                             | 70                             |